# 七ツ森りり
七ツ森 りり（ななつもり りり、1995年11月11日-)は、日本のAV女優、元ファッションモデルである。ティーパワーズ所属。

## 略歴
日本人の父とフィリピン人の母の間に生まれた。CHOKi CHOKi girls専属モデルやテレビ朝日系列「musicる TV」のMCを務める読者モデルとして活躍。この時期は松本鈴香という芸名で、所属事務所はNom de plume。
2015年3月から8月まで鈴木あや、吉木千沙都、前田希美、藤田ニコル、こんどうようぢらとプリクラ機キャンペーンのため「プリレンジャー」を結成しメンバーとして活動。同年11月に復活。
2016年ごろから公認カップルモデルとしてモデルの男性と交際し、共演出演も多数していたが、男性のモデル業引退に伴い一度はフェードアウト。本心では表の表現活動を継続してしたかったこと、その後結婚を切り出されたものの、これ以上振り回されたくはなかったことで男性と別れたことを告白している。
2020年7月13日、新たな事務所（ティーパワーズ）に移籍し、芸名を七ツ森りりとすることをTwitterで発表。Twitterアカウントは継続使用する。同月17日にはAV女優として8月19日にデビューすることを発表。予約開始とともにFANZA通販ランキング1位を記録した。7月15日週にはFANZA通販フロア週間AVランキング1位を予約数のみで獲得。
2020年9月10日、YouTubeチャンネル 『りりぴちゃんねる』を開設。
2020年12月に発表された「FLASH 2020年現役最強セクシー女優BEST100」読者投票・第25位。
デビュー作がアサヒ芸能調べ（FANZA協力）2020年AV販売年間ランキング1位を記録。また第2作である『めちゃイキ!初体験3本番初めて尽くしの6コーナースペシャル』も年間18位にランクインした。FANZAが発表した2020年の年間アダルトビデオ売り上げランキングではDVD版とブルーレイ版が別カウントであることもあり、4位までに出演3作品がランクインした。
2021年8月発表「読者300人が選んだFLASH 2021セクシー女優ランキング」読者投票69位。
同年12月、光文社『FLASH』発表の2021年セクシー女優ランキング第34位。。
2022年5月に発表されたアサヒ芸能「2022現役AV女優SEXY総選挙」で第27位。
2023年5月に発表されたアサヒ芸能「2023現役AV女優SEXY総選挙」第29位。
2024年2月16日から3月15日まで開催の『FANZA 5周年キャンペーン』のキャンペーンガール（全6名の内の1人）に就任。
2024年3月13日から3月27日まで、MAGNET by SHIBUYA109で開催される写真展「WINK of LIFE」のモデルとして、石川澪 、miru 、 宮下玲奈  、河北彩花 、うんぱい と共に選出。七ツ森の撮影は雑誌や広告を中心に活躍している写真家・花盛友里が手掛け、ライフスタイルファッション誌「 anan  （アンアン）」3月6日発売号「誌上写真展」にも掲載された。
2024年4月発売『アサヒ芸能』発表「2024現役AV女優セクシー総選挙」において総合35位（東京圏外、大阪23位）となる。同誌では意外にも関西年配層から人気を得ていると分析した。
同年8月には台湾・TRE台北国際成人展に登壇し話題を呼んだ。
同年11月4日週FANZA通販フロアランキングにて、出演した『S1 PRECIOUS GIRLS 2024 オールスター24名大集合ハーレムアイランドSpecial』が初登場1位にランクイン。11月11日週では同作が1位。DVD版も3位ランクイン。
2025年2月17日週FANZA通販フロアランキングにて『-実写版- ●●●rち●こを頼みたいお姉さん S1専属七ツ森りり初原作＆中出し解禁special』が初登場9位となる。
同年FANZA動画フロア6月度AV女優ランキング10位。

## 人物
- 初体験は16歳[34]。
- 読者モデル時代は生年月日を6月8日としていたが、AV転向以降は11月11日としている。転身理由を「もう一度有名になりたかった」と回答している[35]。仕事は両親にも報告済みで、だからこそ胸を張れるような仕事も取り組みたいとしている[36]。女性ファン主体の仕事から男性ファン主体の仕事へと大幅な職種転向を図ったが、写真集イベントやインスタライブなどでは読者モデル時代からのファンも多く、インタビューでは「ずっと追いかけてくれているファンは本当にありがたい」と述べている[37]。
- 同じAV女優の結城るみなとは学校は違うが中学生時代からの友人である。
- 大食いである。野菜は苦手だがなすは食べられる。ただし、キノコは好き。偏食家であり、酒豪[38]。
- デビュー作のインタビューでは「今までは水着すらNGだったので本当の初脱ぎになる」「今まで女性向けの仕事をしてきたので男性にも受けるかどうか少し不安」という旨のコメントをしている。
- カラミ部分では綺麗に撮られることよりも、どれだけケモノ化できるか（ビーストモード）に重きを置いている[39]。
- 中学生時代からスマートフォンゲーム（MMORPG系）にはまり、サーバー1位になるなど「ゲームガチ勢」と称される[36]。ネットゲームから知り合った友人も多い[36]。
- 酒豪である[40]。お酒の強さは父親譲りで、父親は「焼酎9:割もの1で割って飲まないと酔えないって言ってくる」[41]とのこと。
- 食事は1日1食[42]。

## 作品
◎はBD版発売作品。

### アダルトDVD / BD
- 新人NO.1STYLE 芸能人 七ツ森りりAVデビュー（8月19日、S1 NO.1 STYLE）◎
- 芸能人七ツ森りり めちゃイキ! 初体験3本番はじめて尽くしの6コーナースペシャル（9月19日、S1 NO.1 STYLE）[43]
- 交わる体液、濃密セックス 完全ノーカットスペシャル 七ツ森りり（10月19日、S1 NO.1 STYLE）◎
- 激イキ140回! 痙攣5500回! イキ潮2200cc! 芸能人 七ツ森りり エロス覚醒はじめての大・痙・攣スペシャル（11月19日、S1 NO.1 STYLE）◎

- 芸能人 七ツ森りり 人生初大乱交! 巨根エンドレス無制限セックス（1月8日、S1 NO.1 STYLE）◎
- 七ツ森りりのPREMIUM SOAP（2月7日、S1 NO.1 STYLE）◎
- 彼女が不在の2日間、ボクは彼女の親友の芸能人と朝から晩までひたすらハメまくった。（3月7日、S1 NO.1 STYLE）◎
- 芸能人アドレナリン大爆発! 禁欲1ヶ月後の性欲剥き出し焦らされトランスFUCK（4月7日、S1 NO.1 STYLE）◎
- 相部屋NTR 大嫌いな中年セクハラ上司と新入社員が朝から晩まで、不倫セックスに明け暮れた出張先の夜（5月7日、S1 NO.1 STYLE）◎
- すぐそばに彼女がいるのに色気ムンムンで密着誘惑してくるささやき淫語お姉さん（6月7日、S1 NO.1 STYLE）◎
- 芸能人の潜在スケベ欲望大爆発! 180分イッてイッてイキまくる限界突破4本番（7月7日、S1 NO.1 STYLE）◎[44]
- ※台本一切無し!! ハメ撮り! すっぴん! 何でもアリ! 七ツ森りりのスケベ本性剥き出しSEX!!  デビュー1周年を記念してガチで温泉旅行中ヤリまくった生々しすぎる超レアなエロス200％動画（8月7日、S1 NO.1 STYLE）◎
- 芸能人七ツ森りり初ベスト S1デビュー1周年 最新11タイトル8時間スペシャル（9月14日、S1 NO.1 STYLE）※単体ベスト◎
- 芸能人 涎汁汗体液 ハメ潮ズブ濡れ性交（9月14日、S1 NO.1 STYLE）◎
- 完全主観 極上スロー手コキで射精コントロールしてくれる悶絶シコシコ陰茎マッサージSpecial（10月12日、S1 NO.1 STYLE）◎
- 犯●れた七ツ森りり 嫌がる顔も、堕ちる姿も、全てを記録した監禁ドキュメント（11月9日、S1 NO.1 STYLE）◎
- 芸能人七ツ森りりが中年を痴女るいじめる弄ぶ オヤジを食べ尽くす卑猥な年の差性交（12月14日、S1 NO.1 STYLE）◎

- 元・芸能人 禁欲後の荒ぶるキメセク性交 極限まで焦らして体内汁ダダ漏れ媚薬漬けヤバイキ大絶頂（1月11日、S1 NO.1 STYLE）◎
- 嫉妬に狂った愛人のエグい杭打ちピストンにどハマり…都合の良いオンナのはずが快楽沼へ引きずり込まれた僕（2月8日、S1 NO.1 STYLE）◎
- 旦那の存在がチラつきながら義父に汗だくで舐め犯されて…（3月8日、S1 NO.1 STYLE）
- 巨乳上司と童貞部下が出張先の相部屋ホテルで…いたずら誘惑を真に受けた部下が10発射精の絶倫性交（4月12日、S1 NO.1 STYLE）
- 1ヶ月間も2人きりで禁欲同棲した男女の人生史上最高に快感極まる1対1濃密交尾ドキュメント（5月10日、S1 NO.1 STYLE）
- M男くん限定!もしも目の前の風俗嬢が超人気AV女優だったらヤる??ヤらない??（6月14日、S1 NO.1 STYLE）
- 媚薬キメセク相部屋NTR 身を滅ぼすまでひたすらメス堕ち（7月12日、S1 NO.1 STYLE）
- シン・交わる体液、濃密セックス 完全ノーカット5本番 七ツ森りり（8月9日、S1 NO.1 STYLE）
- 「ピストンのクセがすごいってえぇぇえ!!!」 突いて、突いて、イキ果てたヴァ●ナにダメ押しの膣内イキ無制限ピストン! 限界突破からのポルチオアクメ… 無数の絶倫チ●ポで激・激・激ピストンの連打… 七ツ森りり、壊れる。（9月13日、S1 NO.1 STYLE）
- 芸能人 七ツ森りり 2nd BEST 全12タイトル67コーナー12時間special（9月27日、S1 NO.1 STYLE）※単体ベスト ◎
- 即ヌキ追撃ヌキ最高射精クオリティ保証 連射・男潮吹かせ・乱交なんでもアリの七ツ森りり渾身ザーメン20発抜きsparkle（10月11日、S1 NO.1 STYLE）
- 汗と精子の匂いが充満するむさ苦しいボロ部屋で脂ぎとぎと中年オヤジと肌密着体液蒸発交尾 七ツ森りり（12月13日、S1 NO.1 STYLE）

- M男クンのお宅に‘七ツ森りり’が緊急突撃! アドリブ全開で痴女っちゃうFcupお姉さんの1日7発射精ドキュメント（2月14日、S1 NO.1 STYLE）◎
- 出張先の旅館で大嫌いなセクハラ上司とまさかの相部屋… 絶倫デカチンで一晩中イカされ続けた巨乳OL 七ツ森りり（3月14日、S1 NO.1 STYLE）
- 滴る汁、痙攣する敏感ボディが超鮮明4K撮影 イッても抜かない絶撃ピストン 汗・潮・涎 失神寸前の過去最高ガチアクメ 七ツ森りり（4月11日、S1 NO.1 STYLE）
- 昔は手の届かなかった学校一の美人と東京で再会、憧れの女でしこたま射精しまくった3日3晩。七ツ森りり（5月9日、S1 NO.1 STYLE）
- エスワンキャンペーン2023スペシャルDVD（6月1日、S1 NO.1 STYLE）- AVメーカー「S1 NO.1 STYLE」専属女優30名の撮り下ろし映像を収録。
- 美人で巨乳で有名人_全てを持ったファッションモデルが何発もの追姦レ●プで恥辱の末に快楽堕ち 七ツ森りり（6月13日、S1 NO.1 STYLE）
- 誰もが振り返る美人上司が酔っ払ったら、後輩のボクのチ●ポ欲しがる寂しがりビッチという神展開 七ツ森りり（7月11日、S1 NO.1 STYLE）
- 美人すぎる性処理ま●こ 七ツ森りり（8月8日、S1 NO.1 STYLE）
- こんな上品美女がドスケベ淫語と焦らし舐めしゃぶりで脳汁ザー汁ドバドバ分泌させちゃう七ツ森りり痴女覚醒メンズエステ（9月12日、S1 NO.1 STYLE）
- 美女崩壊 身動き取れない状態で意識飛ばすほど快楽責めする完全支配イカセ拘束性交（10月10日、S1 NO.1 STYLE）
- 「見えすぎ… 恥ずかしい…」 ドレスモデルの仕事まで 引き受けてしまった美しきキャリアウーマン 七ツ森りり（11月14日、S1 NO.1 STYLE）
- Y●uT●be / T●it●er / I●st●gr●m / T●kT●k SNS総フォロワー数90万人 インフルエンサーモデル‘七ツ森りり’があなたのシコシコ手伝ってあげる（12月12日、S1 NO.1 STYLE）

- 彼女の妹の無自覚な夏服チラリズムに理性を失くした僕… 七ツ森りり（1月9日、S1 NO.1 STYLE）
- 引っ越ししたマンションの隣人は絶倫元カレだった… 過去をネタに揺すられ寝取られ夫のそばで他人棒イキしちゃう新婚妻 七ツ森りり（2月13日、S1 NO.1 STYLE）
- 極美女の全性欲をさらす! 台本一切なし! 男とガチ2人デート!からのチ●ポとマ●コがシンクロナイズするほど合体したイキ潮10倍ビジョビジョ生々ハメ撮り 七ツ森りり（3月12日、S1 NO.1 STYLE）
- 可愛い顔してフェラ大好き! チンカスペニスまでジュボジュボ舐め上げる激しゃぶり淫口ヤリマン 七ツ森りり（4月9日、S1 NO.1 STYLE）
- マドンナ20周年記念 5か月連続!! 奇跡のコラボ第6弾!! 夫よりも義父を愛して…。 七ツ森りり（4月23日、マドンナ）
- 大勢の男たち（計20人）に囲まれ次から次へとブッ挿されるマッスルピストン大乱交 七ツ森りり（5月14日、S1 NO.1 STYLE）
- 美人スイマーに用意されていたのは…乳首がはみ出そうな競泳水着でした。 七ツ森りり（6月11日、S1 NO.1 STYLE）[45]
- 残業後のお泊まりNTR 彼氏持ちのOLはガサツで嫌いな同期社員の絶倫チ●ポでこそ本当にイカされまくる… 七ツ森りり（7月9日、S1 NO.1 STYLE）
- 上には決して逆らえないお天気お姉さん、過激セクハラに耐え続けた結果… とうとうチ●ポを欲しがり始める。 七ツ森りり（8月13日、S1 NO.1 STYLE）
- 超絶プロポーション痴女ナースが極上密着リップで性欲処理してあげる 七ツ森りり（9月24日、S1 NO.1 STYLE）
- 愛液が泡立つほどの豪速ピストン 溢れ続けるマン汁がメレンゲ状になるまで膣中ガン突きセックス 七ツ森りり（10月22日、S1 NO.1 STYLE）
- 生徒の僕を狂わせる家庭教師のりり先生の甘くて魔性のディープキスレッスン 七ツ森りり（11月26日、S1 NO.1 STYLE）
- S1 PRECIOUS GIRLS 2024 オールスター24名大集合ハーレムアイランドSpecial（12月10日、S1 NO.1 STYLE）◎ [46][47][48]

- 失禁中毒 お漏らしセックスの快感が忘れられなくて異常性欲オヤジの住むボロ屋敷に今日もまた通う… 七ツ森りり（1月28日、S1 NO.1 STYLE）
- エスワン20周年記念 AV業界史に残る最強タッグ作品 世界に誇る一流女優たちが極上ご奉仕してくれる 超S1級 ハーレム風俗フルコース（1月28日、S1 NO.1 STYLE）◎ [49]
- 勉強も部活もパーフェクトでモテモテ最強だった私が たった一度のお漏らしで クラスの肉便器に堕ちるまでの話 七ツ森りり（2月25日、S1 NO.1 STYLE）
- -実写版- ●●●rち●こを頼みたいお姉さん S1専属 七ツ森りり 初原作 & 中出し解禁special（3月18日、MOODYZ）
- 七ツ森りりに見下されながらSEXを教えてもらいたい男たち! 「ねえキミ童貞?」 しごかれるほどにヌケて学べる七ツ森式HOW TO SEX!! 「ぼくは絶対に、七ツ森りりをイカせたい。」（4月22日、S1 NO.1 STYLE）
- 嫌われた人気女子アナ、顔面が復讐ザーメンシャワーで汚物まみれのグッチャグチャ 七ツ森りり（5月27日、S1 NO.1 STYLE）
- 糞下品な女教師なんだからボクに犯●れて当然って、分かるよね? 七ツ森りり（6月24日、S1 NO.1 STYLE）[50]
- エスワン20周年記念 AV業界史に残る最強タッグ作品 たまったら射精しよう わたしたち おチ●ポテクニシャンです。 本郷愛 河北彩伽 金松季歩 miru 三田真鈴 七ツ森りり 浅野こころ 奥田咲 楓ふうあ 明日葉みつは（6月24日、S1 NO.1 STYLE）◎ [51]
- 結婚式間近の花嫁、新郎との愛あるSEXよりも男性ウェディングプランナーから無理やり犯されるほうがま●こビチャ濡れでイキまくる。 七ツ森りり（7月22日、S1 NO.1 STYLE）
- エスワン20周年記念 AV業界史に残る最強タッグ作品 1×18。AVメーカーS1所属の新人ADの俺は、最高セクシー女優様たちにこっそりシコられ、ハメられ、エロいことに巻き込まれる、AV職場ラッキーSEX（7月22日、S1 NO.1 STYLE）◎ [52]

### VR
- 芸能人を独り占め! 七ツ森りりがボクだけに見せるイキ顔…最高の距離間でひたすらキスして甘～いSEXに没頭する究極同棲VR（2月27日、S1 NO.1 STYLE）
- 七ツ森りりに常に痴女られながら連続5射精されちゃう怒涛の淫語・ベロキス・乳首責め 最高の連続絶頂へと導く射精管理お姉さん（4月30日、S1 NO.1 STYLE）

- あなたは寝てるだけ。七ツ森りり × メンズエステ × 天井特化 極上リラクゼーションVR（11月4日、S1 NO.1 STYLE）

- 彼女に隠れて密着ささやき淫語でおねだりしてくる色気ムンムン巨乳お姉さん超誘惑VR 七ツ森りり（2月21日、S1 NO.1 STYLE）
- ＜女上司 × 筆おろし × 相部屋＞ 男性社員なら誰もが抱きたい高嶺の花 七ツ森先輩が酔った勢いで僕が男になるまで練習台になってくれた激甘とろとろ童貞卒業体験 七ツ森りり（10月5日、S1 NO.1 STYLE）

- 励まし… 甘やかし… 褒めちぎり… 最高の笑顔と極上テクでいつでもヌイてくれる僕をダメにする即ハメSEXYメイド 七ツ森りり（8月29日、S1 NO.1 STYLE）

- 好きな女の子がいると振ってしまったけど… 太陽のような笑顔、真っ直ぐな瞳、誰もが羨むスタイル後輩の七ツ森さんが頭から離れなくなってまさかの逆告白 ずっと憧れていた学校の一軍女子との恋愛 うれし泣きして、はしゃいで、抜きまくる最高の青春純愛SEX体験 七ツ森りり（7月14日、S1 NO.1 STYLE）

### イメージDVD / BD
- ALL NUDE 七ツ森りり（2020年12月25日、Aircontrol）
- young adult 七ツ森りり（2021年8月25日、Aircontrol）
- Riri Rainbow blossom（2022年7月21日、REbecca）◎
- Riri2 Go Go Abroad!（2024年11月21日、REbecca）◎

### パーソナルブック
松本鈴香 名義
- れぴレシピ（2015年8月7日、内外出版社）ISBN 978-4-86257-224-0 - パーソナルブック
- #SNG（ソーシャルネットワーキングガールズ）（2016年7月1日、双葉社[53]）ISBN 978-4-575-31153-2 - 小澤しぇいん、外川礼子、柴田ひかり、松本鈴香、飯泉吏南、椚ありさ、荻野可鈴、まつきりな、村田莉による共著

### 写真集
七ツ森りり 名義
- Riripi（2020年12月1日、ジーオーティー、撮影：上野勇）ISBN 978-4-8236-0111-8 [54][55]
- truth（2021年9月1日、徳間書店、撮影：柳沢康太）ISBN 978-4-19-865341-5
- 2y（2022年8月25日、双葉社、撮影：早川達也）ISBN 978-4-575-31741-1
- Cosplay Fetish Book 七ツ森りり（2023年2月21日、ジーオーティー、撮影：田村浩章）ISBN 978-4-8236-0445-4

### デジタル写真集
七ツ森りり 名義
- LOVING YOU 七ツ森りり（4月7日、徳間書店、撮影：LACKMAN）
- Count sheep【Nap】七ツ森りり（5月14日、ジーオーティー、撮影：羊肉るとん）
- Count sheep【Sleep】七ツ森りり（2021年5月14日、ジーオーティー、撮影：羊肉るとん）
- ＃Escape 七ツ森りり（6月4日、ジーオーティー、撮影：manimanium）
- とられち 七ツ森りり（8月20日、TranceRetinal、撮影：コハラタケル）

- AV最高峰 S級GIRLS GROUP エスワンキャンペーン No.1 Photo Book アイドル版（5月27日、FANZA BEAUTY COLLECTION、撮影：小林弘輔）- S1 NO.1 STYLE専属女優27名によるデジタルフォトブック。FANZA限定配信。
- AV最高峰 S級GIRLS GROUP エスワンキャンペーン No.1 Photo Book S級版（6月10日、FANZA BEAUTY COLLECTION、撮影：小林弘輔）- S1 NO.1 STYLE専属女優27名によるデジタルフォトブック。FANZA限定配信。
- 逆バニーガール神7（12月28日、小学館、撮影：坂本哲也）- 芸能事務所『ティーパワーズ』所属女優7名によるデジタル写真集。

- 春のパンツまつり2023 Photo Book（3月31日、FANZA BEAUTY COLLECTION）
- S1キャンペーン2023 No.1 Photo Book アイドル版（5月12日、FANZA BEAUTY COLLECTION、撮影：小林弘輔）- AVメーカー「S1 NO.1 STYLE」専属女優30名の撮り下ろし写真を収録。FANZA限定配信。
- S1キャンペーン2023 No.1 Photo Book S級版（6月1日、FANZA BEAUTY COLLECTION、撮影：小林弘輔）- AVメーカー「S1 NO.1 STYLE」専属女優30名の撮り下ろし写真を収録。FANZA限定配信。

- FANZA5th SPECIAL PHOTO BOOK（3月8日、FANZA BEAUTY COLLECTION） - 「FANZA5周年キャンペーン」キャンペーンガール6名によるデジタル写真集。FANZA限定配信。
- 七ツ森りり Lyric! 週刊現代デジタル写真集【プレミアムヌードシリーズ】（7月31日、講談社、撮影：上野勇）
- 七ツ森りり写真集「Honey Rose」（8月14日、集英社、撮影：桑島智輝）[56]

- S1 COLLECTION vol.1（4月22日、a-list photo anthology）※「S1 NO.1 STYLE」専属女優15名によるオムニバス写真集。

## その他

### トレーディングカード
- CJ SEXY CARD SERIES VOL.78 七ツ森りり OFFICIAL CARD COLLECTION ～white Lily～（2021年8月28日、ジュートク）
- CJ SEXY CARD SERIES VOL.94 七ツ森りり OFFICIAL CARD COLLECTION ～みっくすJuice～（2022年12月24日、ジュートク）
- CJ SEXY CARD SERIES VOL.106 七ツ森りり OFFICIAL CARD COLLECTION ～So Lovely Riri～（2023年12月16日、ジュートク）
- Girl’s Party Collection～THE FAN FUN TRUMP～ 第6弾（2024年2月29日、Girl‘s Party Collection）
- CJ SEXY CARD SERIES VOL.119 七ツ森りり OFFICIAL CARD COLLECTION ～Happy～（2025年1月25日、ジュートク）

### カレンダー
- 七ツ森りり 2022年カレンダー（2021年10月30日、SUNCARAT）
- 卓上 七ツ森りり 2022年カレンダー（2021年10月30日、SUNCARAT）
- 七ツ森りり 2023年カレンダー（2022年10月29日、SUNCARAT）
- 卓上 七ツ森りり 2023年カレンダー（2022年10月29日、SUNCARAT）
- 七ツ森りり 2024年カレンダー（2023年10月28日、SUNCARAT）
- 卓上 七ツ森りり 2024年カレンダー（2023年10月28日、SUNCARAT）
- 七ツ森りり 2025年カレンダー（2024年10月26日、トライエックス）
- 卓上 七ツ森りり 2025年カレンダー（2024年10月26日、トライエックス）

### アダルトグッズ
ラブドール
- True Idols シリコンヘッド + TPE製ボディ 七ツ森りり Cカップ 158cm（2023年7月3日、True Idols）

## 出演

### テレビ
- お台場生忘年会5時間SP〜モテ女100vs持てない芸人&アイドル〜（2013年12月、フジテレビ） - グランプリ獲得
- musicるTV（2014年、テレビ朝日） - レギュラーMC[57][58]
- じっくり聞いタロウ〜スター近況（秘）報告〜（2020年11月20日、テレビ東京）
- ほろ酔いりりぴ（2020年12月2日[59] - 2021年7月3日、エンタ!959） - レギュラーMC
- 月曜プレミア8 今野敏サスペンス 憐情 警視庁強行犯係・樋口顕（2022年2月7日、テレビ東京） - 「永井清美」役
- もう!バカリズムさんの超H! #33（2022年3月28日、フジテレビONE）
- 月ともぐら（2023年1月6日 - 3月10日・8月18日 - 11月10日・12月22日 - 2024年1月5日・2月9日 - 2月16日、テレビ東京）[60]

### ウェブテレビ
- お願い!ランキング（2016年、AbemaTV） お笑いマンピンコン レギュラーMC
- #SHIBUYameba（2016年9月5日、AbemaTV）[61]
- カチコチTV（2021年6月18日、25日、2022年4月29日、5月6日、FANZA見放題chライト）
- イベルトOnlineファン感謝祭 2021 1st（2021年7月18日、イベルト!）
- ロンドンハーツ 究極恋愛シミュレーション ラブマゲドン 全3回（2023年9月12日 - 26日、TELASA）[62]
- かまいたちの笑賭け（2023年1月26日、ABEMA）[63]
- 愛のハイエナ2（2024年3月26日 - 4月16日、ABEMA）[64]
- 東京スキャンダルクラブ（2024年4月17日 - 5月8日、FANZA TV）

### ウェブドラマ
- 狂ってる（2023年5月24日、fempass Cinema）‐ 松井莉子 役（主演）[65]

### ラジオ
- ねむチキ（2021年12月19日・26日・2023年1月8日・15日・11月26日・12月3日、TBSラジオ）

### 舞台
- 舞台版 月ともぐら 胸キュンコラボグランプリ（2023年10月5日、東京・草月ホール）- キャバ嬢りり/黒子 役[66]
- 舞台版 月ともぐら 第2回　胸キュンコラボグランプリ（2024年10月25日、東京・草月ホール）-「ワールド∞」りり 役[67]

### ゲーム
- 社長と美女たちの二重奏（2024年3月6日[68]、CREAM SOFT）- なつき 役[69]

### イベント
- プリレンジャー（グリーン） - フリュー株式会社
- れぴfam独占イベントvol.1 vol.2 （200名限定）
- SENSATION JAPAN -公式リポーター
- LOOP vol3〜6 出演
- GBS

### ミュージックビデオ
- 243 PROJECT「青い珊瑚礁ほか5曲メドレー」（2016年5月、マクスタア）[70]

### パチンコ
- Pジューシーハニー極嬢MA（2025年1月、サンセイアールアンドディ）[71]

### 雑誌モデル
松本鈴香 名義
- CHOKi CHOKi GiRLS（内外出版社） - 2014年11月号より専属モデル[72]
- Zipper（祥伝社） - パチパチズ
- Popteen（角川春樹事務所）

### 広告
- カラコン「Merch by Angel color」イメージモデル
- ダイハツ工業「ミラココア」ココカワアンバザダー
- MINIMINI「MINIMINI GIRLS」
- フリュー「プリレンジャー」
- 近江兄弟社「Lip Dress」イメージモデル
- 資生堂「教えてビュー子」メイクモデル
- POLA「ポーラの顔エステ」WEB CM
- ESCRIT「プリンセスブライダルフェア」WEB CM
- Cygames グランブルーファンタジー "100人の「グラぶってる?」" WEB MOVIE
- アソビズム「城とドラゴン」Youtube広告

### WEB掲載記事
- ＜七ツ森りりインタビュー＞「本気で楽しいと思える仕事を…」モデルからFANZA女優へ転身した想い明かす - モデルプレス、2024年3月23日